# Oxid inditý
Oxid inditý je anorganická sloučenina s chemickým vzorcem In2O3. Je to oxid india, které v něm má oxidační číslo III.

## Příprava
Oxid inditý je možné připravit zahřátí hydroxidu, dusičnanu, uhličitanu nebo síranu inditého.

## Vlastnosti
Amorfní oxid inditý je nerozpustný ve vodě, ale je rozpustný v kyselinách. Krystalický oxid inditý je rozpustný jak ve vodě tak v kyselinách. Krystalický oxid inditý se vyskytuje ve dvou modifikacích - kubické (typu bixbyitu) a klencové (typu korundu). Oba mají zakázaný pás přibližně 3 eV.
Klencová modifikace vzniká za vysokých tlaků a teplot. Krystalizuje v prostorové grupě R3c (číslo 167) s mřížkovými parametry a = 0,5487 nm, b = 0,5487 nm, c = 1,4510 nm, Z = 6, Pearsonovým symbolem hR30 a vypočtenou hustotou 7.31 g/cm3.

## Reaktivita
Při zahřátí na 700 °C, tvoří oxid inditý oxid indný a při 2000 °C se rozkládá. S amoniakem při vysokých teplotách tvoří nitrid inditý:
In2O3 + 2 NH3 → 2 InN + 3 H2O
Při reakci kovového india s oxidem draselným vzniká K5InO4. Reakcí s různými trioxidy kovu vznikají látky se strukturou perovskitu, jako například:
In2O3 + Cr2O3 → 2 InCrO3